# 马隆和埃尔兹
马隆和埃尔兹（法語：Malons-et-Elze）是法国加尔省的一个市镇，属于阿莱斯区。该市镇总面积31.21平方公里，2009年时的人口为99人。

## 人口
马隆和埃尔兹人口变化图示